# المخاشب (العدين)

تعديل مصدري - تعديل

المخاشب محلة تابعة لقرية محزان، التابعة لعزلة خباز بمديرية العدين إحدى مديريات محافظة إب في الجمهورية اليمنية، بلغ تعداد سكانها 62 حسب تعداد اليمن لعام 2004.